# Klitxevski
Klitxevski (en rus: Кичевский) és un poble (un possiólok) de l'óblast de Tula, a Rússia, segons el cens del 2010 tenia 343.